# 市民中心 (无锡)
31°29′36″N 120°18′22″E / 31.49328°N 120.30607°E
无锡市民中心，位于中华人民共和国江苏省无锡市滨湖区，是滨湖区的中心地段，也是中国共产党无锡市委员会、无锡市人民政府机关办事办公所在地。

## 特点
无锡市民中心北临观山路与金匮公园，西临立新大道，南临吴都路与尚贤河湿地公园接壤，东临贡湖大道。西侧建有金融街、新国联大厦。2010年11月15日，中共无锡市委、无锡市人民政府机关办公地点迁至市民中心。2018年，因办事高效，无锡市市民中心入选中国首批全国公共机构“能效领跑者”（共184家），是江苏省唯一入选的市级行政中心。

## 图库

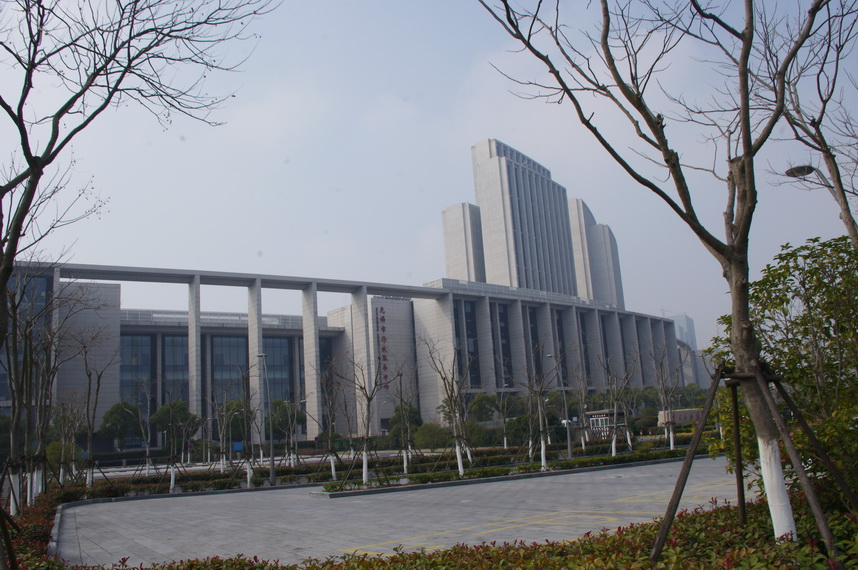
无锡市民中心北侧
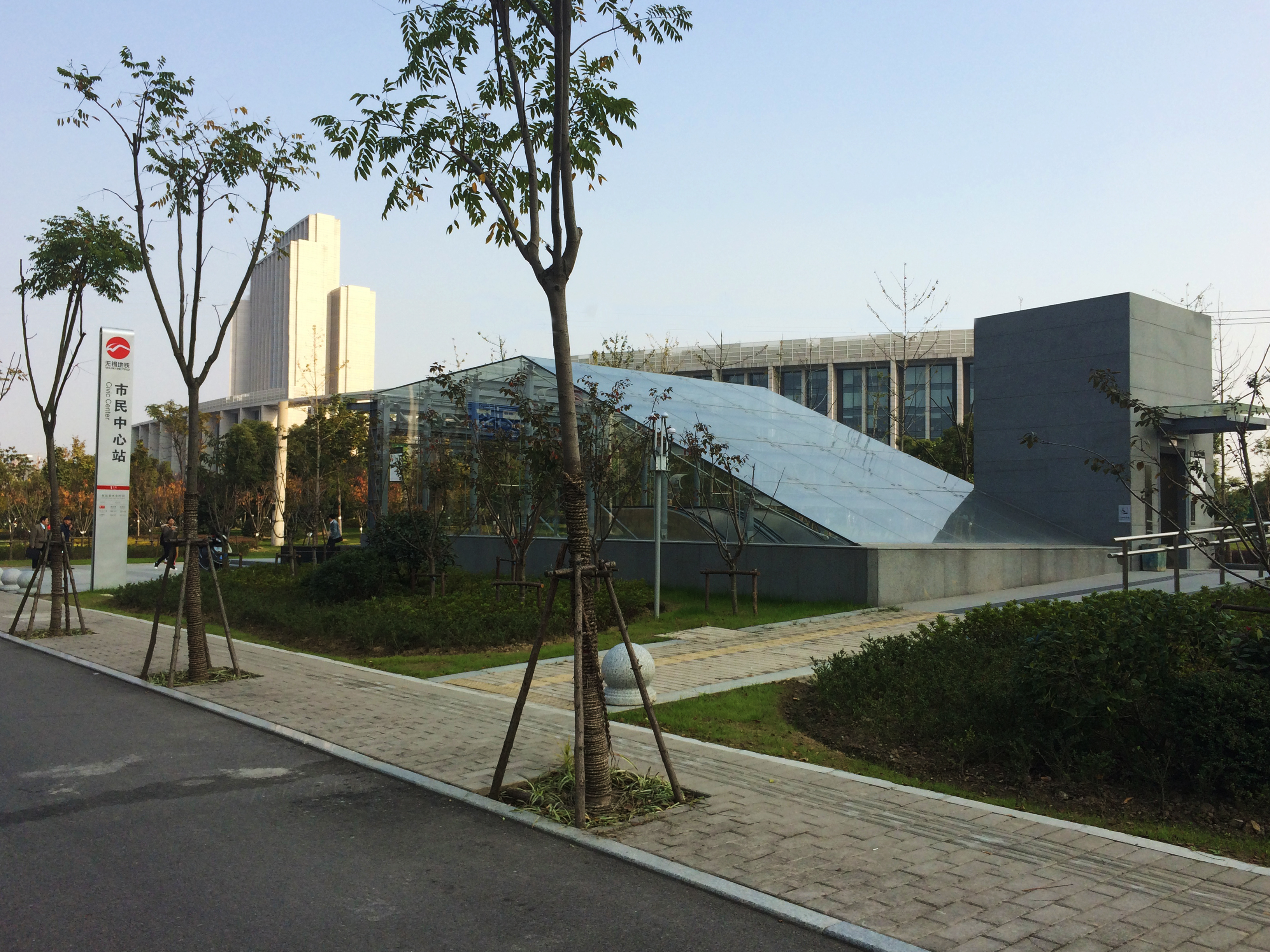
从无锡地铁1号线市民中心站出口可见市民中心
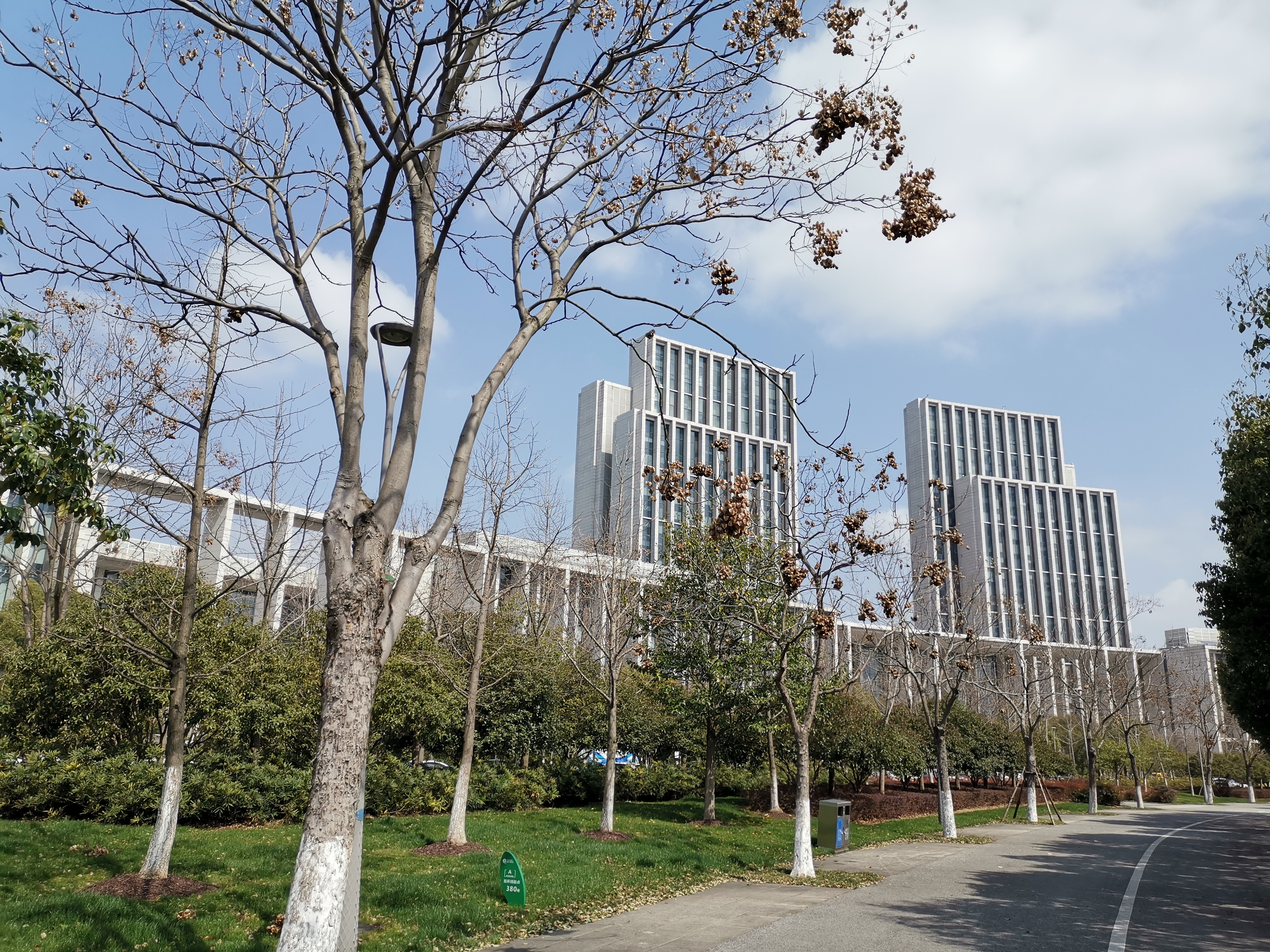
无锡市民中心南侧
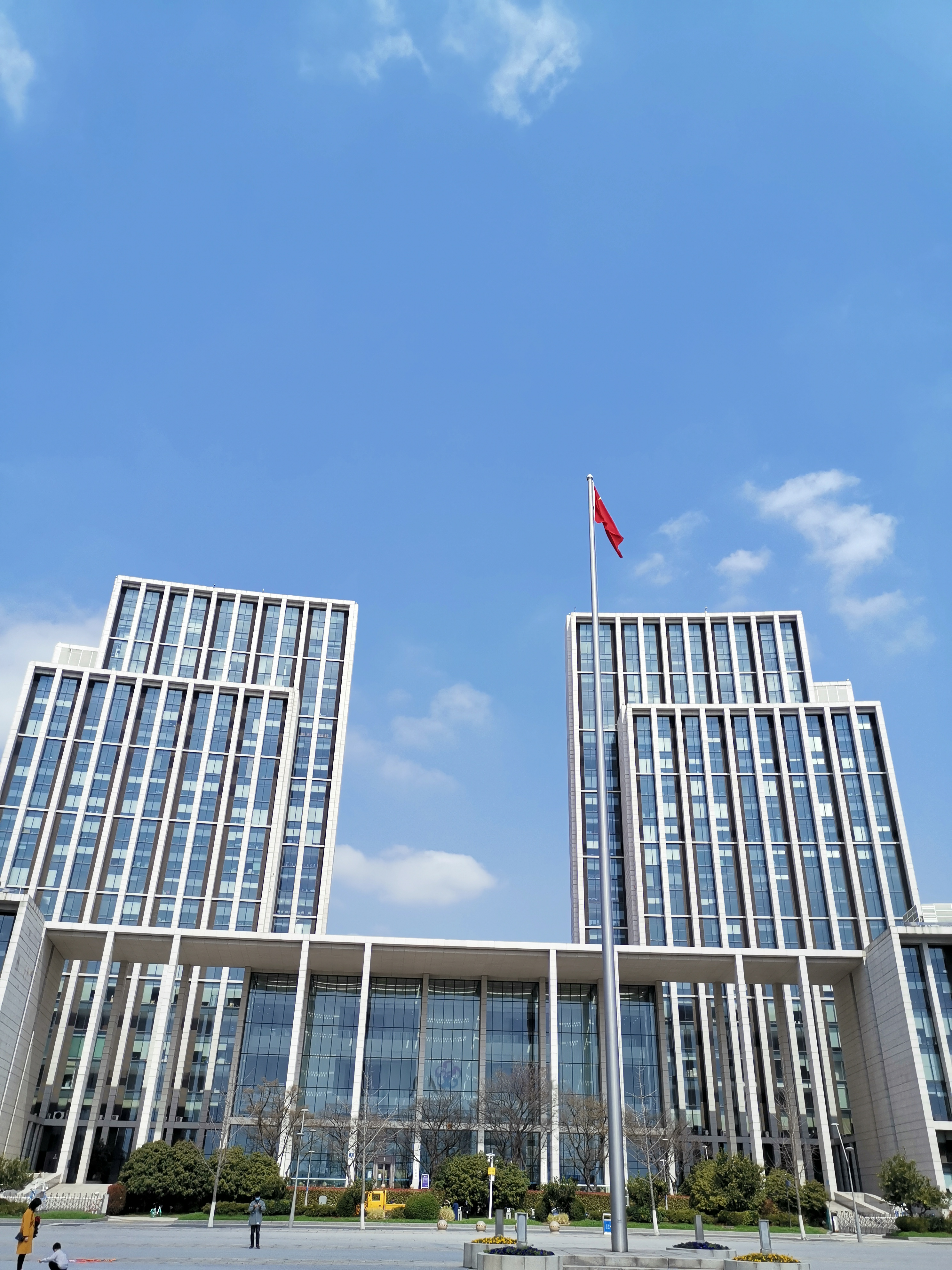
南侧大门